# Мурашёв, Николай Иванович
Николай Иванович Мурашёв (1913 — ?) — советский инженер, конструктор взрывателей, дважды лауреат Сталинской премии.
В 1935 году окончил Ленинградский военно-механический институт (ЛВМИ).
Работал в ЦКБ-22 (с апреля 1945 г. НИИ-22) в лаборатории огневых цепей под руководством Валериана Корнельевича Пономарёва. В 1939 году они разработали дистанционно-ударный головной артиллерийский взрыватель Д-1 (предохранительного типа с дальним взведением), в котором впервые использован медленногорящий порох КР-75. Такие взрыватели по своим характеристикам не имели аналогов за рубежом.
Принимал участие в разработке и внедрении в производство замедлительного пиротехнического состава, в повышении качества заводских партий пороха, впервые введя испытание их на время горения в составе взрывателя.
С 1950 г. главный инженер Главинструмента (Главное управление инструментальной промышленности) МССП СССР.
Сталинская премия 1946 года — за создание нового типа взрывателя.
Сталинская премия 1951 года — за создание и широкое внедрение в промышленность новых высокопроизводительных твёрдосплавных инструментов.